# Дженсен-Біч (Флорида)
Дженсен-Біч (англ. Jensen Beach) — переписна місцевість (CDP) в США, в окрузі Мартін штату Флорида. Населення — 12 652 особи (2020).

## Географія
Дженсен-Біч розташований за координатами 27°14′38″ пн. ш. 80°14′28″ зх. д. / 27.24389° пн. ш. 80.24111° зх. д. (27.243980, -80.241136).  За даними Бюро перепису населення США в 2010 році переписна місцевість мала площу 20,60 км², з яких 17,50 км² — суходіл та 3,10 км² — водойми.

## Демографія
Згідно з переписом 2010 року, у переписній місцевості мешкало 11 707 осіб у 5525 домогосподарствах у складі 3200 родин. Густота населення становила 568 осіб/км².  Було 6565 помешкань (319/км²).
Расовий склад населення:
| - 94,5 % — білих - 2,5 % — чорних або афроамериканців - 0,7 % — азіатів - 0,2 % — корінних американців |

До двох чи більше рас належало 1,2 %. Частка іспаномовних становила 4,8 % від усіх жителів.
За віковим діапазоном населення розподілялося таким чином: 16,0 % — особи молодші 18 років, 57,9 % — особи у віці 18—64 років, 26,1 % — особи у віці 65 років та старші. Медіана віку мешканця становила 50,3 року. На 100 осіб жіночої статі у переписній місцевості припадало 94,5 чоловіків;  на 100 жінок у віці від 18 років та старших — 92,4 чоловіків також старших 18 років.
Середній дохід на одне домашнє господарство  становив 59 549 доларів США (медіана — 43 696), а середній дохід на одну сім'ю — 75 677 доларів (медіана — 58 669). Медіана доходів становила 49 982 долари для чоловіків та 38 843 долари для жінок. За межею бідності перебувало 14,6 % осіб, у тому числі 19,9 % дітей у віці до 18 років та 9,4 % осіб у віці 65 років та старших.
Цивільне працевлаштоване населення становило 5249 осіб. Основні галузі зайнятості: освіта, охорона здоров'я та соціальна допомога — 20,2 %, роздрібна торгівля — 16,5 %, мистецтво, розваги та відпочинок — 11,2 %, науковці, спеціалісти, менеджери — 10,2 %.